# St. Laurentius (Rheinsberg)

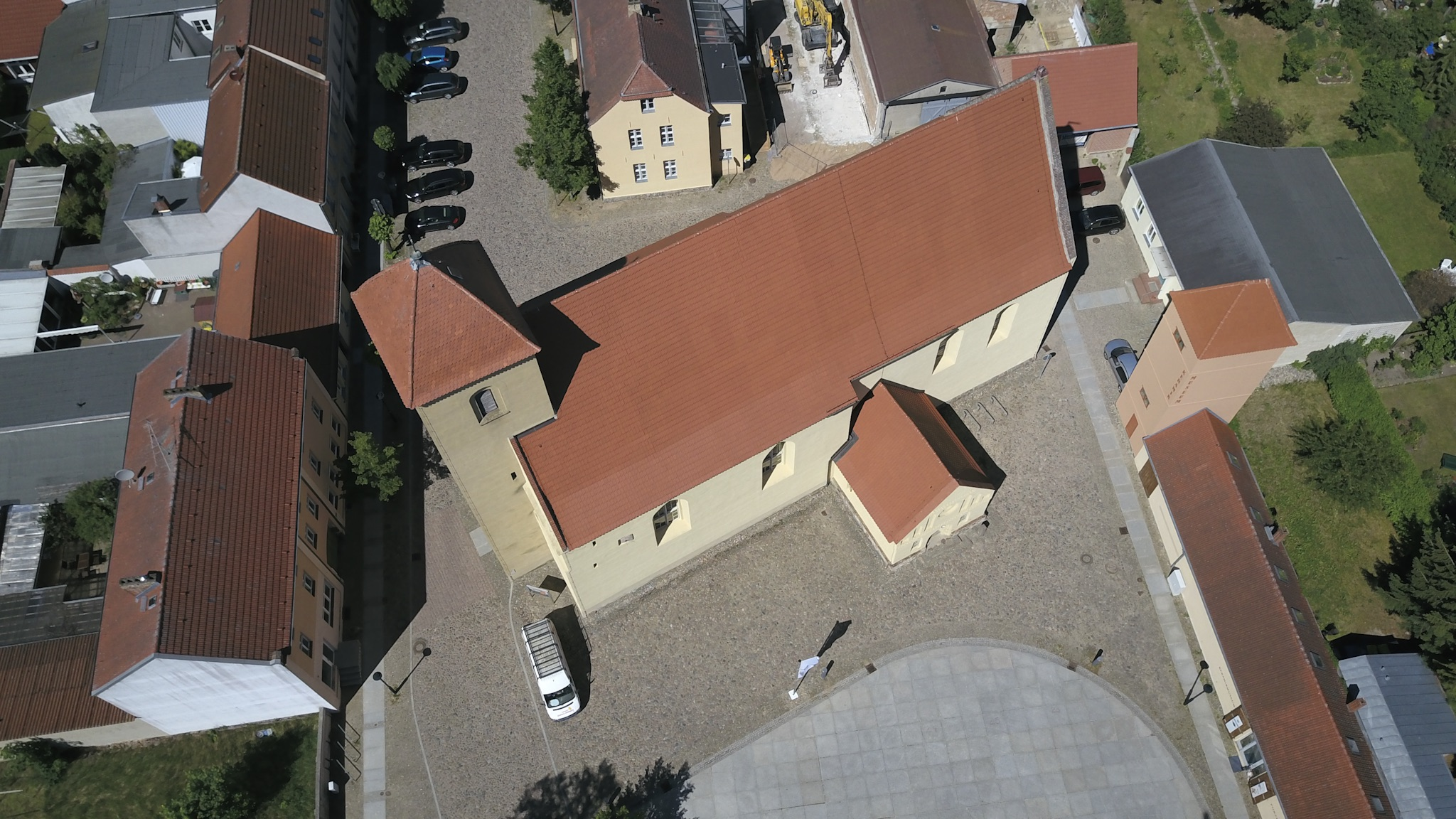
St. Laurentius, 2017, im Bild ist die südliche Vorhalle zu erkennen

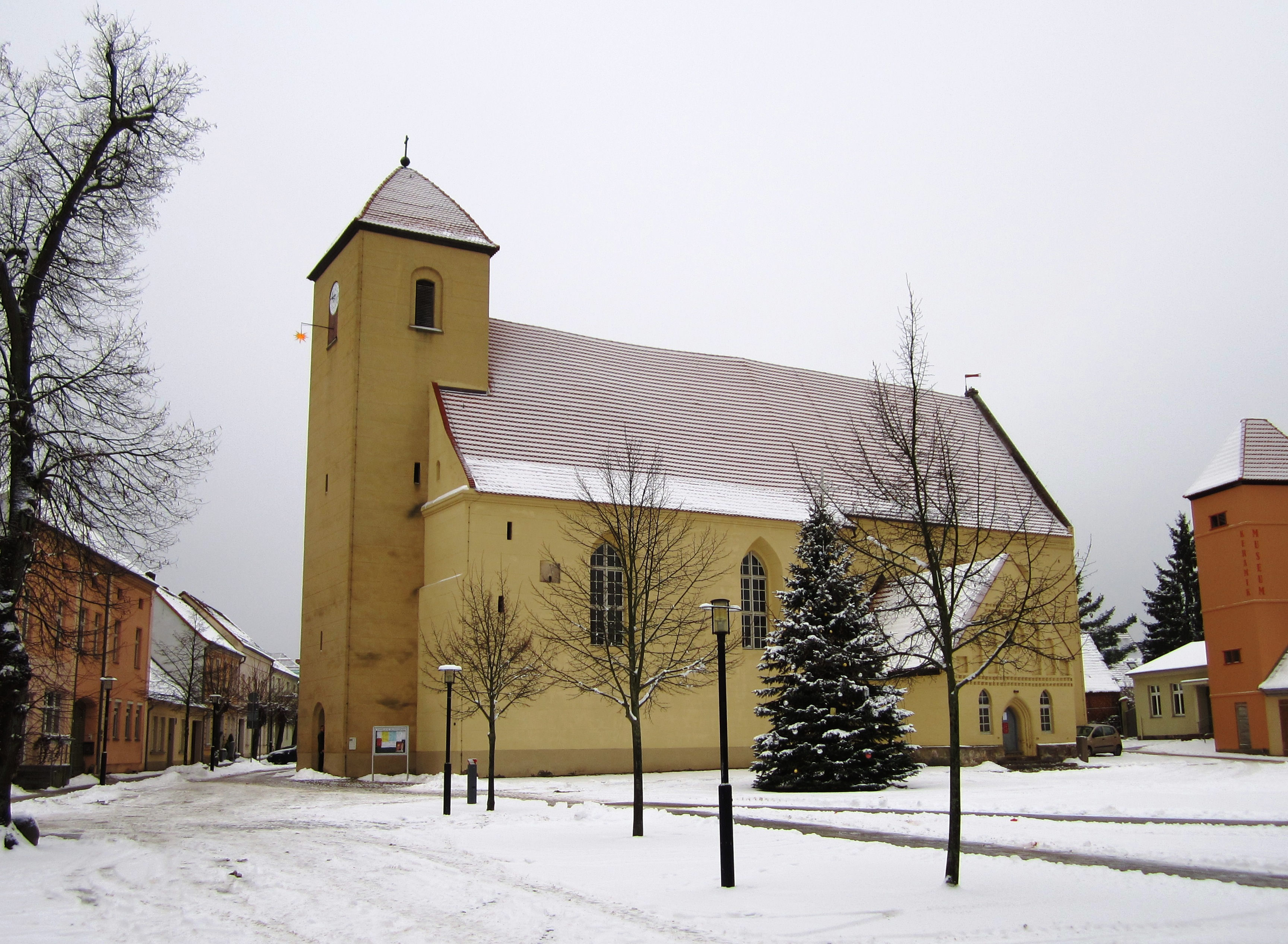
Kirche von Süden

St. Laurentius ist eine evangelische Pfarrkirche in Rheinsberg (Landkreis Ostprignitz-Ruppin) im Bundesland Brandenburg. Ihre Besonderheit ist die erhaltene Renaissance-Ausstattung. Sie steht seit den 1990er Jahren unter Denkmalschutz.
Die Christengemeinde gehört zum Kirchenkreis Wittstock-Ruppin, in ihr sind die evangelischen Christen aus den Orten/Ortsteilen Charlottenau, Warenthin, Hohenelse, Schlaborn, Beerenbusch, Paulshorst, Köpernitz, Heinrichsdorf, Heinrichsfelde und Rheinsberg vereint. Dieser Kirchenkreis ist Teil der Evangelischen Kirche Berlin-Brandenburg-schlesische Oberlausitz.

## Lage
Das Kirchengebäude steht im Innenstadtbereich von Rheinsberg und trägt die Adresse Kirchstraße 1. Wie auf dem Luftbild zu sehen, ist das Umfeld relativ eng bebaut, das Haus selbst ist nicht streng geostet. Auf der Südseite schließt sich ein großzügiger Kirchplatz an, der mit großer Wahrscheinlichkeit der erste Friedhof der Gemeinde war. An der Straße gegenüber dem Südeingang der Kirche steht ein Kriegerdenkmal.

## Geschichte
Der dem Märtyrer Laurentius geweihte Kirchenbau entstand in mehreren Phasen. Sie gilt als das älteste erhaltene Gebäude der Stadt.
Der älteste Teil des heutigen Gebäudes war ein Saal, vermutlich aus der Mitte des 13. Jahrhunderts, der als heutiger Altarraum erhalten ist. Früh- und spätgotische Formen in den schmalen Seitenfenstern an Ost- und Nordseite des heutigen Chores sind noch zu erkennen, auch an der im Süden vorgebauten alten Sakristei, im Giebeldreieck der Ostwand in Form von gedrückt spitzbogigen Blenden und an der Südwand der Vorhalle, „Brauthalle“ genannt, die zudem Deutsche Bänder als Schmuck aufweist. Beim Stadtbrand im Jahr 1566 wurden das Dach und etliche Teile des Hauses stark beschädigt. Achim von Bredow (gestorben 1594), der das Kirchenpatronat innehatte, ließ die Kirche in den Jahren 1566 bis 1568 in Teilen neu aufbauen und umgestalten. Aus dieser Zeit stammt auch der um 1580 fertiggestellte Turm, der einen früheren Dachturm ersetzte. Das erste Turmdach erhielt ein barockes Aussehen im damaligen Zeitgeschmack, es wurde später durch ein Pyramidendach ersetzt. Der Innenraum wurde komplett im Stil der Hochrenaissance umgebaut. Ende des 19. Jahrhunderts wurde die Fassade der Feldsteinkirche verputzt. Der Putz wurde 1992 bei der Restaurierung erneuert, was nicht unumstritten war, lediglich die Nordseite zeigt unverputztes Mauerwerk.
In einem Decken-Gewölbefeld über dem Altar sind die Jahre der Kirchenrenovierungen als Inschriften verewigt („Renovatum“): 1739, 1788, 1836, 1855, 1918 und 1968. Noch nicht nachgetragen sind die Renovierungen 1992 und 2019.
Im Ersten Weltkrieg, 1917 wurden zwei ihrer drei Bronzeglocken als Metallspende des deutschen Volkes zu Kriegsgerät eingeschmolzen. Die kleinste Glocke blieb erhalten. 1926 erhielt die Kirche eine neue Glocke aus Stahl. Die Bronzeglocke musste während des Zweiten Weltkriegs auch noch zur Metallgewinnung abgeliefert werden. Erst nach Kriegsende, 1951 konnte die Kirchengemeinde eine zweite Stahlglocke einweihen.

## Architektur

### Außen
Das Kirchengebäude ist ein frühgotischer Granitbau mit Backsteinteilen aus der Spätgotik. Bis auf Teile der Nordwand ist das Gotteshaus verputzt. Die Gesamtlänge vom Kirchturm bis zur Apsis beträgt ungefähr 33 Meter, die Breite kann mit 13 Metern abgeschätzt werden. Anbauten am Gotteshaus sind die südliche Vorhalle aus dem Jahr 1500 und entgegengesetzt die Sakristei, die also aus der vorreformatorischen Zeit stammen.
Kirchturm
Der 1580 errichtete Westturm verfügt über einen quadratischen Grundriss mit Seitenlängen von rund sechs Meter und ist zur Hälfte in das Kirchengebäude hineingebaut. Ein pyramidenförmiges Dach mit roten Dachziegeln schließt ihn ab.
Glocken
Wie oben dargestellt, besaß die Kirche ein Geläut aus drei Bronzeglocken, von denen zwei im Jahr 1917 im bis 1917 vorhaErsten und die dritte im Zweiten Weltkrieg eingeschmolzen wurden. An ihrer Stelle kamen zwei Gussstahlglocken in die Glockenstube.

### Innen
Das zweischiffige Langhaus und der dreischiffige Chor werden von Kreuzrippengewölben gestützt.
In der Sichtachse vom Eingang an der Westseite zum Altar befindet sich ein massiver Pfeiler, der das Langhaus in zwei Joche teilt und so den zweischiffigen Raum erzeugt. Die Deckenhöhe im Kirchenschiff ist geringer als die im Chor, der durch einen hohen Altarraum mit vier Pfeilern, die schmuckvolle korinthisch nachempfundene Kapitelle besitzen, abgetrennt ist. Oberhalb dieser Kapitelle befinden sich die doppelten Wappen der Bredows, als Zeichen der weltlichen Herrschaft über Rheinsberg. An dem großen Pfeiler steht auf einer steinernen Konsole eine Urne mit einem Frauenbildnis und der Angabe Februar 1771.
In der gerade geschlossenen Apsis befinden sich drei Lanzettfenster, das mittlere ist etwas breiter als die anderen und enthält farbige Glasornamente. – Die Fenster in den Seitenschiffen sind spitzbogige Sprossenfenster ohne farbiges Glas.
Eine U-förmige Empore zieht sich über den Haupteingang. Ihre in der Breite geschweifte Balustrade ist mit grau umrandeten einzelnen Holzplatten versehen, die einen braunen ornamentalen Anstrich tragen.

## Ausstattung
Von kulturhistorischer Bedeutung ist die Kirchenausstattung mit Werken der Spätrenaissance. Von der Innenbemalung mit stilisierten Blattornamenten konnten bei den Renovierungen im 21. Jahrhundert größere Flächen rund um ein Seitenfenster freigelegt und konserviert werden.

### Altar, Kanzel und Weiteres

Altar mit Chorfenster dahinter

Kanzel mit geschnitztem Schalldeckel

Der Hochaltar stammt aus dem Jahr 1576, wobei Teile des früheren gotischen Flügelaltars aus dem Jahr 1568 eingearbeitet wurden. Dazu gehört ein geschnitztes Figurenrelief der Kreuzigung. im Mittelfeld. Die Predella des Altars zeigt das Bild eines unbekannten Malers mit dem Abendmahl Jesu. Bemerkenswert an diesem Bild ist die Darstellung von Martin Luther und Philipp Melanchthon, die als Jünger Jesu auch an der Tafel sitzen. Das Bild ist also ganz im Geiste der Reformation entstanden. Etwas im Hintergrund erscheint ebenfalls als Jünger der Auftraggeber und Stifter der Kirchenerneuerung, Achim von Bredow. Der Altar steht auf einem dreistufigen Podest im Chorraum.
Die sechseckige Kanzel mit ebensolchem Schalldeckel stiftete („ist gegeben“) in der Mitte des 16. Jahrhunderts Anna von Hahn, die Witwe Jobst von Bredows. Die Kanzel wurde 1569, nach dem Brand, umgestaltet. Der Kanzelkorb ist auf jeder Seite mit einer farbigen Darstellung von Personen versehen, die in der Geschichte dieser Kirche oder des Ortes wichtig waren, vor allem die Bredows.
Eine Stiftung ist auch die Taufe aus dem frühen 16. Jahrhundert aus gebranntem Ton mit farbigen Reliefkacheln. Der als achtseitiger Pokal gestaltete Taufstein ruht auf einem kurzen voluminösem Fuß. Die acht Seiten zeigen abwechselnd Wappen der Stifter, der Geschwister Anna, Sabina und Franz von Sparr und Anna von Bredows sowie Stationen aus dem Leben Jesu. Wie aus dem Kirchenbuch hervorgeht, sind hier Tausende Rheinsberger getauft worden.
Grau gestrichene Kirchenbänke und braune Keramikfliesen für den Fußboden vervollständigen die Innenausstattung. Sitzplätze sind für mehr 200 Kirchenbesucher vorhanden.
Zur Beleuchtung dienen ein achtarmiger metallener Kronleuchter, der von einem Deckengewölbe herabhängt, sowie dazu passende Wandleuchten.

### Epitaphe
Ein Epitaph ist Achim von Bredow und seiner Frau Anna von Arnim gewidmet, ein weiteres ihren Kindern Christian und Sophia, die 1586 im Abstand von acht Tagen an Diphtherie starben. Nach mündlicher Überlieferung kamen sie allerdings durch Ertrinken ums Leben. Diese Sage verarbeitete Theodor Fontane in den Wanderungen durch die Mark Brandenburg.

### Orgeln im Kirchenraum

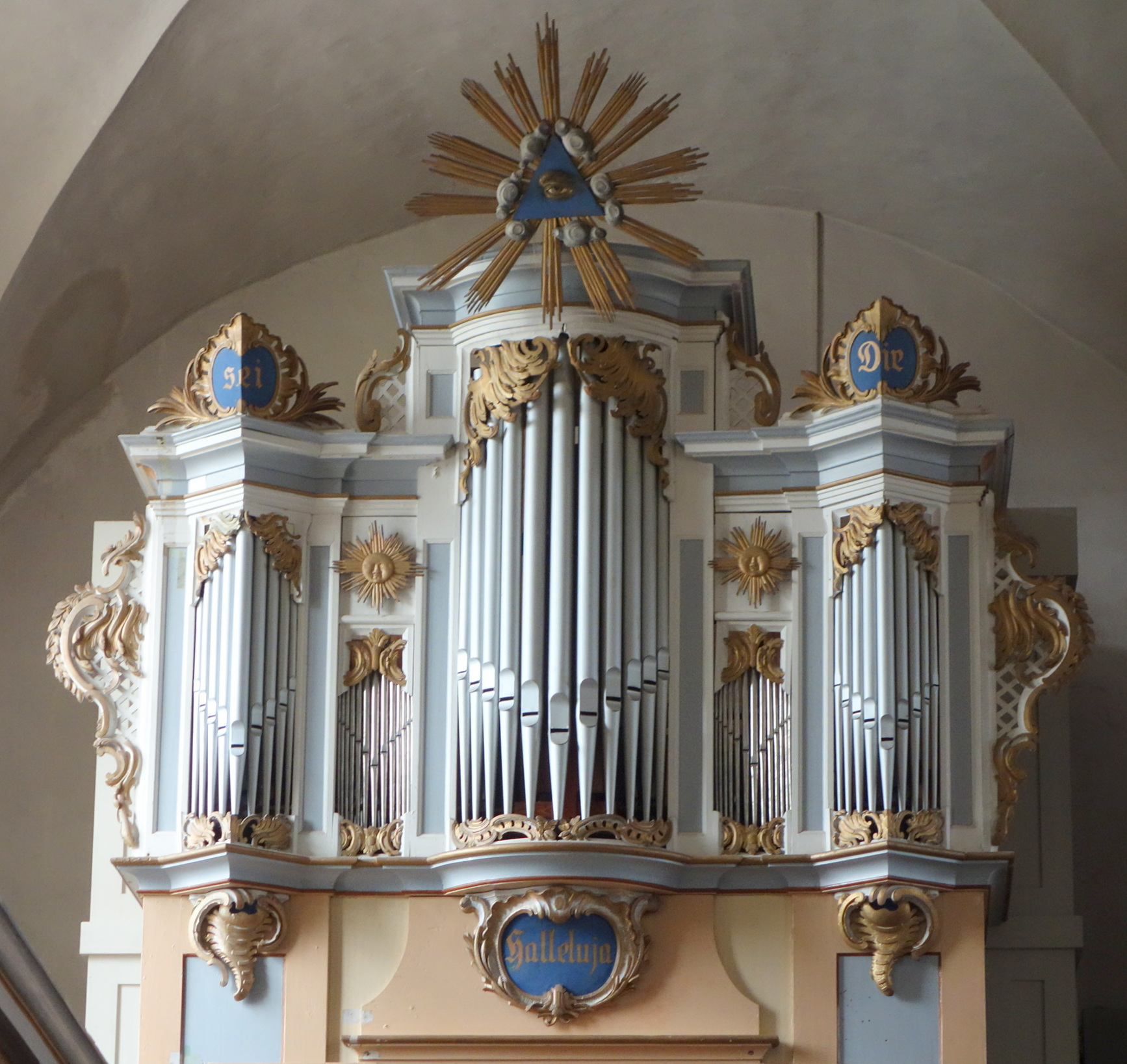
Scholtze-Orgel

Innenraum mit beiden Orgeln

Spätestens für das Jahr 1541 ist eine erste Orgel für diese Kirche dokumentiert. Sie stand auf einer Seitenempore, die bei den Erneuerungsarbeiten im 16. Jahrhundert abgebrochen und durch eine größere 
Westempore ersetzt wurde. Hier, über dem Haupteingang (durch den Turmfuß) sind aktuell zwei Kirchenmusikinstrumente nebeneinander installiert. Im südlichen Gewölbebogen hat die historische Orgel ihren Platz, die #Nußbücker-Orgel vom Anfang der 1990er Jahre steht im nördlichen Gewölbebogen. Der Prospekt des Instruments von Scholtze fällt durch eine interessante Pfeifengruppierung mit ornamentaler Umrahmung sowie durch einen mittig montierten gold-glänzenden Strahlenkranz auf, der das Auge der Vorsehung darstellt.
Der Prospekt der Nußbücker-Orgel wurde in Größe, Materialeinsatz und Pfeifenanordnung dem älteren angepasst.

#### Historische Scholtze-Orgel
1767 erhielt die Kirche eine neue Orgel, die bis heute erhalten ist. Das Instrument entstand in der Werkstatt des Ruppiner Orgelbauers Gottlieb Scholtze. Die Scholtze-Orgel galt schon in den 1870er Jahren als kaum noch spielbar und sollte durch einen Neubau ersetzt werden. Geldmangel, die Kriege, die Inflation verhinderten das Vorhaben. In der DDR-Zeit, 1950 versuchte Kantor Stein, das Instrument durch eigene Umbauten Jahr 1950 die Orgel weiter spielbar zu erhalten. Das gelang mehr schlecht als recht bis zur Wende. Die Neuordnung des Kirchensystems nach der Wende führte dazu, dass nun wieder Geld für Sanierungen und Restaurierungen von Kirchenanlagen vorhanden war: der Orgelbauer Wolfgang Nußbücker restaurierte dieses Instrument, das zusätzlich eine Pedalkoppel erhielt. Das Instrument hat 13 Register auf einem Manualwerk und Pedal. Die Spiel- und Registertrakturen sind mechanisch.
| Manualwerk C,D–c3 |           |       |
| 1.                | Gedackt   | 8′    |
| 2.                | Prinzipal | 4′    |
| 3.                | Flöte     | 4′    |
| 4.                | Nasat     | 2 ⁄3′ |
| 5.                | Oktave    | 2′    |

| (Fortsetzung) |             |       |     |
| 6.            | Quinte      | 1 ⁄3′ | (v) |
| 7.            | Cornett III |       |     |
| 8.            | Mixtur III  |       |     |
| 9.            | Trompete    | 8′    |     |

| Pedalwerk C,D–c1 |           |     |
| 10.              | Subbass   | 16′ |
| 11.              | Oktavbass | 08′ |
| 12.              | Oktavbass | 04′ |
| 13.              | Posaune   | 08′ |

- Koppel: Pedalkoppel (nachträglich, 1994)
- Anmerkung

(v) = vakant

#### Nußbücker-Orgel
Die Orgel auf der Westempore aus der Werkstatt der Orgelbaufirma Nußbücker (Plau am See) kam erst im Jahr 1994 in das Gotteshaus. Das Schleifladen-Instrument hat 30 Register auf zwei Manualwerken und Pedal.
| I Hauptwerk C–g3 |              |       |
| 01.              | Pommer       | 16′   |
| 02.              | Prinzipal    | 08′   |
| 03.              | Rohrflöte    | 08′   |
| 04.              | Spitzgedackt | 08′   |
| 05.              | Oktave       | 04′   |
| 06.              | Hohlflöte    | 04′   |
| 07.              | Quinte       | 2 ⁄3′ |
| 08.              | Oktave       | 02′   |
| 09.              | Mixtur IV    |       |
| 10.              | Cornett III  |       |
| 11.              | Trompete     | 08′   |

| II Positiv C–g3 |               |        |
| 12.             | Gedackt       | 8′     |
| 13.             | Flöte d’amore | 8′     |
| 14.             | Prinzipal     | 4′     |
| 15.             | Spillpfeife   | 4′     |
| 16.             | Nasat         | 2 ⁄3′  |
| 17.             | Oktave        | 2′     |
| 18.             | Terz          | 1 3⁄5′ |
| 19.             | Spitzquinte   | 1 ⁄3′  |
| 20.             | Zimbel IV     | 2⁄3′   |
| 21.             | Dulciana      | 8′     |
|                 | Tremulant     |        |

| Pedalwerk C–f1 |                        |     |
| 22.            | Subbass                | 16′ |
| 23.            | Prinzipalbass          | 8′  |
| 24.            | Gedacktbass (= Nr. 12) | 8′  |
| 25.            | Choralbass (= Nr. 14)  | 4′  |
| 26.            | Bassflöte (= Nr. 5)    | 2′  |
| 27.            | Oktavbass (= Nr. 8)    | 2′  |
| 28.            | Posaune                | 16′ |
| 29.            | Basson (= Nr. 11)      | 8′  |
| 30.            | Clarine                | 4′  |

- Koppeln II/I, I/P, II/P

### Grabsteine
In der südlichen Kirchenvorhalle sind sechs historische Grabsteine, teilweise aus dem Anfang des 16. Jahrhunderts, aufgestellt. Auch Grabsteine der Familie von Bredow sind dabei.

## Nutzung der Kirche und Seelsorge
Die Laurentius-Gemeinde nutzt Haus regelmäßig zu Gottesdiensten und zu christlichen Feiern (Taufe, Hochzeiten, Trauerfeiern). Sie vermittelt Christenlehre, unterhält einen Kirchenchor, einen Posaunenchor, einen ökumenischen Bibelkreis und einen Seniorenkreis. Sie leistet auch diakonische Arbeit.
Im Kirchenraum finden Kulturveranstaltungen wie die Pfingstmusiktage oder Weihnachtskonzerte statt. Sonntags gibt es im Sommer auch Orgelkonzerte. Das Sakralgebäude ist eine verlässlich geöffnete Kirche.
Das Pfarramt wird aktuell (2020er Jahre) von Christoph Römhild ausgeübt. Ein Gemeindekirchenrat unterstützt die Arbeit.
Für Zusammenkünfte und kleinere Veranstaltungen gibt es ein Gemeindehaus (Seestraße 25).
Die Laurentius-Gemeinde verfügt über einen nahe gelegenen Friedhof, gelegen zwischen Schloß-, Post- und Paulshorster Straße, mit einer 2011 neu gebauten Friedhofskapelle.

## Auszeichnung
Seit dem Jahr 1999 gibt es im Kirchturm extra ausgebaute Fledermaus-Quartiere, auch Wochenstubenquartiere genannt. Dort haben sich rund 80 weibliche Tiere der Art Großes Mausohr mit ihren Nachkommen angesiedelt. Für diesen Artenschutz vergibt das Brandenburgische Landesumweltamt am 27. August 2024 an die Laurentius-Kirchgemeinde eine entsprechende Plakette, die an sichtbarer Stelle der Kirche platziert werden soll.